# 涓生
史涓生是鲁迅的爱情小说《伤逝》的男主人公。小说的副标题为“涓生的手记”，文章以涓生为第一人称，叙述了涓生与子君的爱情悲剧。
涓生是五四运动之后，民国时期的一名知识青年。他摆脱了传统思想的束缚而与子君同居，并努力创造新的生活。但在接二连三的生活和工作的打击中，他变得日益消沉。他也很少和子君像同居前那样畅谈文化，而是认为子君已经世俗。最后他主动表示不再爱子君了，而和子君分手。子君死后，他痛苦的回忆了与子君的一切，表示了自己的悔恨与悲哀。
根据小说《伤逝》改编的电影《伤逝》，由演员王心刚扮演涓生。